# LEGO Batman: Il videogioco
LEGO Batman: Il videogioco (in inglese LEGO Batman - The Videogame) è un videogioco del 2008 sviluppato da Traveller's Tales e appartenente alla linea LEGO Batman. Il gioco permette al protagonista di controllare Batman e Robin in una serie di 30 livelli dedicata allo scontro tra gli eroi ed i criminali di Gotham City.

## Trama
Il gioco inizia con l'evasione dei pazienti dal manicomio criminale Arkham Asylum, che ospita i pericolosi malviventi della città di Gotham City. Dopo la fuga i malfattori si riversano in città, terrorizzando i cittadini, per poi dividersi in tre bande: la prima con a capo l'Enigmista; la seconda comandata dal Pinguino; la terza guidata dal Joker.
Batman e Robin dovranno fermare i criminali e riportare la tranquillità in città, sgominando ciascuna delle gang, che intanto tenteranno di portare a termine i loro malvagi piani:
- L'Enigmista, Due Facce, Mr. Freeze, Poison Ivy e l'Uomo d'Argilla rubano le armi a loro necessarie per rapinare il forte che custodisce la riserva aurifera di Gotham.
- Il Pinguino, Catwoman, Bane, Killer Croc e Man-Bat costruiscono un'antenna satellitare grazie alla quale potranno guidare contro la città un esercito di pinguini robot.
- Il Joker, Harley Quinn, lo Spaventapasseri, il Cappellaio Matto e Killer Moth ammassano nella cattedrale di Gotham una quantità di gas-Joker tale da sterminare la città.

Dopo ardue battaglie, l'Uomo Pipistrello e il Ragazzo Meraviglia riescono a mandare in fumo i piani dei loro arcinemici, che alla fine verranno nuovamente incarcerati nel manicomio. Sono presenti diverse differenze rispetto alla serie originale DC, per esempio nel videogioco Robin è definito come un ragazzo molto giovane mentre nella serie originale ha 26 anni. Catwoman è vista come supercriminale e alleata di alcuni nemici, mentre in realtà lei ruba ai ladri di Gotham ed è ipoteticamente buona. Tanti personaggi secondari vengono visti come nemici quando nel fumetto DC sono alleati o non è specificato cosa siano.

## Modalità di gioco
Il meccanismo di gioco è il classico sistema della serie LEGO: un videogioco di azione-avventura in cui i personaggi e gli scenari sono costruiti con i famosi mattoncini LEGO. I protagonisti, guidati dai giocatori, attraversano i livelli in cui devono scontrarsi coi nemici e risolvere semplici enigmi in modo da raggiungere la fine del livello, che vede sempre Batman e Robin sconfiggere uno dei supercriminali loro nemici, vero e proprio boss finale. In ogni livello sono sempre presenti due personaggi, ognuno con proprie caratteristiche speciali, e man mano che si concludono i livelli in Modalità Storia (cioè seguendo la trama), diviene possibili rigiocarli in Gioco Libero, controllando i personaggi sbloccati, in modo da ottenere i vari extra. La peculiarità di questo gioco consiste in questo: dopo aver finito la Modalità Storia con Batman e Robin, dalla Batcaverna si passa all'Arkham Asylum per vedere la storia dall'altra faccia della medaglia. Sarà possibile infatti ripercorrere la Modalità Storia dalla parte dei cattivi, scontrandosi quindi con le forze dell'ordine.Nel gioco tutti i protagonisti possono usufruire di alcune abilità speciali che li differenziano tra loro.

## Accoglienza
All'interno della campagna "per un'infanzia non commercializzata" (The Campaign for a Commercial-Free Childhood), un'associazione fortunatamente ridicolizzata come puritana e NPC ha fortemente criticato il videogioco, giudicandolo diseducativo per i più piccoli, poiché tradirebbr la creatività manuale dei LEGO originali, punta sul costruire armi per sconfiggere i nemici, e contemporaneamente promuove il film Il cavaliere oscuro (allora nelle sale) e i suoi contenuti violenti. La rivista Play Generation lo classificò come il miglior gioco a piattaforme del 2008.

## Serie
A giugno 2012 è uscito il seguito ufficiale del videogame, intitolato LEGO Batman 2: DC Super Heroes, nel quale Batman e Robin devono affrontare i super criminali, tra cui i capitani Joker e Lex Luthor, che vogliono distruggere Gotham City. Ma Batman e Robin non si arrendono e chiamano in loro aiuto Superman, Wonder Woman, Lanterna Verde, Cyborg e Martian Manhunter. Il gioco è inoltre il primo videogioco LEGO in cui vengano inseriti: doppiaggio per i personaggi e modalità gioco libero in un ambiente molto grande, in questo caso Gotham City.
Il gioco è stato molto acclamato sia da critica che da pubblico, ma sempre meno rispetto al primo capitolo.
A novembre 2014 uscì il terzo capitolo della serie, intitolato LEGO Batman 3: Gotham e oltre, nel quale la Justice League e i supercriminali si alleano, per sconfiggere Brainiac, un extraterrestre che vuole rimpicciolire la terra per diventarne il padrone.
Il gioco non fu molto apprezzato, essendo stato considerato troppo simile, come gameplay, al secondo capitolo.
Dal successo di questa trilogia, uscì anche uno spin-off chiamato LEGO DC Super-Villains, uscito nel 2018 nella quale i protagonisti del gioco sono i cattivi dell'Universo DC e devono combattere un nuovo gruppo di criminali, chiamati il Sindacato del crimine, che ha rapito la Justice League e fingendo di esserne i sostituti.
Anche questo gioco non fu molto apprezzato, perché si concentra troppo sulla creazione del personaggio, che alla storia in sé.